# Сен-Мар (роман)
«Сен-Мар, или Заговор времён Людовика XIII» — исторический роман французского писателя Альфреда де Виньи, впервые опубликованный в 1826 году. Его действие происходит во Франции XVII века.

## Сюжет
Действие романа происходит во Франции в эпоху короля Людовика XIII и кардинала Ришелье. Главный герой — королевский фаворит маркиз де Сен-Мар, который встаёт во главе заговора и погибает. Виньи изобразил Сен-Мара как положительного героя, благородного человека, окружённого негодяями и поэтому обречённого. Людовик и Ришелье — напротив, отрицательные персонажи.

## Работа над романом и его восприятие
Виньи с юных лет интересовался историей. Будучи поклонником Вальтера Скотта, он решил написать исторический роман, в котором главными героями являются не вымышленные персонажи, а люди, существовавшие в реальности. Замысел «Сен-Мара» возник в 1824 году, когда Виньи служил в Олороне. Писатель работал в Королевской библиотеке и Библиотеке Арсенала, где собирал материал для романа. Книга была закончена и опубликована в 1826 году.
Отзывы первых критиков были противоречивыми. Так, Сент-Бёв нашёл в «Сен-Маре» множество анахронизмов. При этом у широкой публики роман имел большой успех. Вместе с вышедшей в том же году книгой «Стихотворения на древние и новые сюжеты» он сделал Виньи наиболее известным писателем Франции, лидером романтического направления. После 1831 года, когда был опубликован «Собор Парижской Богоматери» Виктора Гюго, Виньи был оттеснён с первых позиций, а его «Сен-Мар» был забыт. При этом критики последующих эпох констатируют, что с чисто литературной точки зрения «Сен-Мар» — намного более качественное произведение, чем роман Гюго.